# Écoutez les grondements de l'océan
Série
Kike wadatsumi no koe Last Friends
(1995)
Pour plus de détails, voir Fiche technique et Distribution.
Écoutez les grondements de l'océan (日本戦歿学生の手記 きけ、わだつみの声, Nihon senbotsu gakusei shuki: Kike wadatsumi no koe, Litt. La Chronique des étudiants japonais tués au combat : Écoutez les grondements de l'océan) est un film japonais de Hideo Sekigawa sorti en 1950. C'est une adaptation du livre homonyme, un recueil de lettres d'étudiants japonais morts durant la guerre du Pacifique, paru en 1949.

## Synopsis
En Birmanie pendant la Guerre du Pacifique, Tsuruta et Oki se retrouvent seuls dans la jungle après que leur compagnie s'est fait décimer. Ils finissent par tomber sur le sergent Aoji qui les mène au campement de son régiment. Le soldat Oki, professeur de littérature française avant la guerre, retrouve-là Goro Maki un de ses anciens étudiants. Ils sont nombreux dans ce campement de soldats en guenilles et affamées à être d'anciens étudiants qui se sont portés volontaires pour partir au front. Les officiers de carrière qui les mènent n'ont que mépris pour ces intellectuels et se gardent bien de partager leurs rations avec eux. Lorsque l'ordre tombe de rejoindre des positions qu'il faudra tenir jusqu'à la mort, les blessés et malades trop diminués pour marcher sont abandonnés avec une grenade chacun et l'ordre de se faire exploser plutôt que de se faire prendre par l'ennemi. Les valides rejoignent leurs dernières positions de combat et se font décimer tandis que leurs officiers les abandonnent à leur sort et prennent la fuite.

## Fiche technique
- Titre français : Écoutez les grondements de l'océan
- Titre original : 日本戦歿学生の手記 きけ、わだつみの声 (Nihon senbotsu gakusei shuki: Kike wadatsumi no koe?)
- Titre international : Listen to the Voices of the Sea
- Réalisation : Hideo Sekigawa
- Scénario : Kazuo Funahashi (ja) d'après Kike wadatsumi no koe, recueil de lettres d'étudiants japonais morts pendant la Seconde Guerre mondiale
- Photographie : Shinkichi Otsuka
- Montage : Shintarō Miyamoto
- Musique : Akira Ifukube
- Producteurs : Mitsuo Makino (ja)
- Sociétés de production : Tōei
- Pays d'origine :  Japon
- Langue originale : japonais
- Format : noir et blanc — 1,37:1 — 35 mm — son mono
- Genre : Drame et guerre
- Durée : 109 minutes[1] (métrage : 11 bobines - 2 981 m[1])
- Date de sortie :
  - Japon : 15 juin 1950[1]

## Distribution
- Hajime Izu (ja) : sergent Aoji
- Yasumi Hara (ja) : lieutenant Kishino

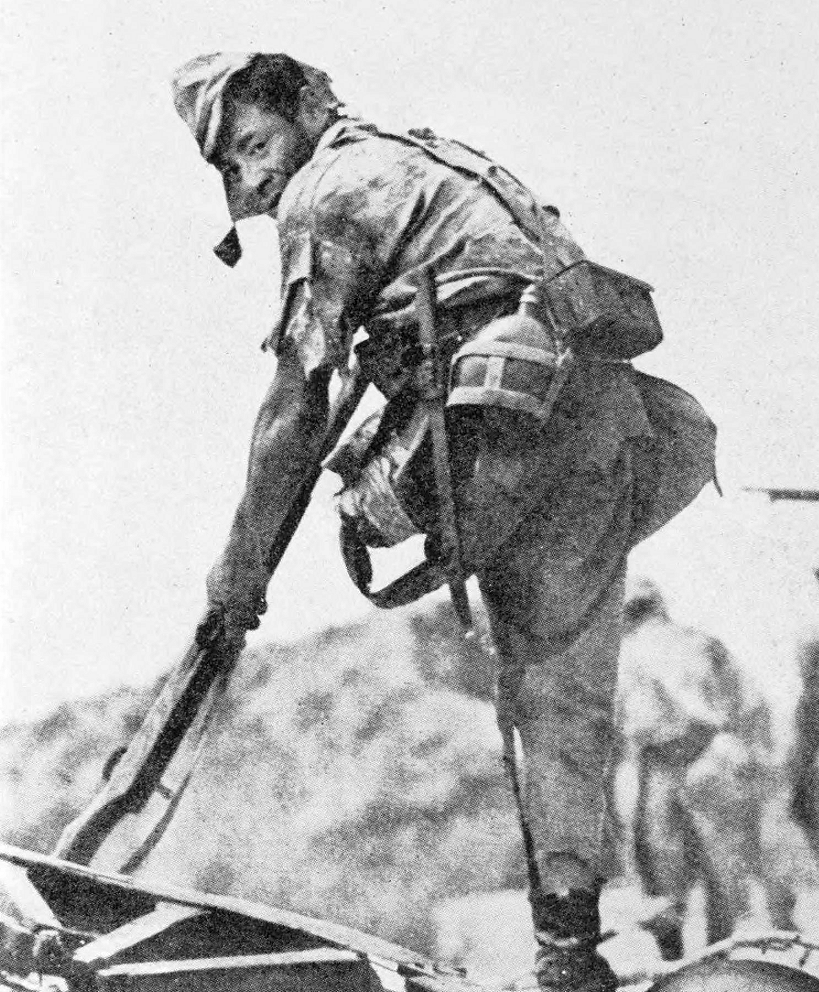
Scène du film.

- Kinzō Shin : soldat Oki, professeur de littérature française avant la guerre
- Akitake Kōno : soldat Hiroshi Kawanishi, ancien étudiant communiste
- Yuriko Hanabusa : la mère de Kawanishi
- Yōichi Numata : soldat Goro Maki, ancien étudiant d'Oki
- Yūji Kamishiro : commandant Shibayama
- Kōichi Hayashi : lieutenant Nonomura, médecin militaire
- Kyōsuke Tsuki : soldat Negishi
- Toshio Takahara (ja) : soldat
- Kazuo Tokita : soldat
- Tokue Hanasawa (ja) : soldat Tsuruta
- Yoshio Ōmori (ja) : caporal Ōmachi
- Shōzō Inagaki (ja) : soldat Mita
- Tamotsu Kawasaki : Akiyama, le soldat malade qui dessine
- Haruko Sugimura : la mère d'Akiyama
- Yoshikazu Sugi (ja) : soldat Kimura
- Asao Sano (ja) : Yamada, le sergent qui a perdu la tête
- Kazuo Masubuchi : soldat Iijima
- Shōichi Onjō : soldat Chiba
- Tadashi Suganuma : officier
- Jirō Kozaki : le soldat messager
- Kieko Sawamura : Atsuko Yano
- Kōichi Fujima : étudiant du cours de littérature française

## Autour du film
Le film est une adaptation d'un livre homonyme paru en 1949 et qui réunit des lettres d'étudiants japonais morts durant la guerre du Pacifique.